# Rivière Iyinu Kaniput
La rivière Iyinu Kaniput est un affluent du Lac Dana, dans municipalité régionale de comté (MRC) de Eeyou Istchee Baie-James, dans la région administrative du Nord-du-Québec, dans la province canadienne de Québec, au Canada.
Le bassin versant de la rivière Iyinu Kaniput est desservi par la route du Nord venant de Matagami passant à 11,1 km à l’Ouest de la source de la rivière. La surface de la rivière est habituellement gelée du début novembre à la mi-mai, toutefois la circulation sécuritaire sur la glace se fait généralement de la mi-novembre à la mi-avril.

## Géographie
Les principaux bassins versants voisins de la rivière Iyinu Kaniput sont :
- côté Nord : Lac Dana (Eeyou Istchee Baie-James), Lac Du Tast (Eeyou Istchee Baie-James), lac Colomb, rivière Colomb, rivière Rupert ;
- côté Est : Lac Dana (Eeyou Istchee Baie-James), lac Evans, rivière Broadback ;
- côté Sud : rivière Pauschikushish Ewiwach, rivière Matawawaskweyau, rivière Muskiki, rivière Nottaway, lac Soscumica ;
- côté Ouest : lac Colomb, rivière Colomb, lac Chabouillié, lac Rodayer, lac Dusaux, rivière Nottaway.

La rivière Iyinu Kaniput prend sa source d’un ruisseau forestier (altitude : 270 m) sur le flanc Nord-Ouest d’une montagne dont le sommet atteint 302 m. La partie supérieure de cette rivière coule surtout en zone de marais. Sa source est située à :
- 32,7 km au Nord-Est d’une courbe de la rivière Nottaway ;
- 48,2 km au Nord-Ouest du lac Soscumica ;
- 6,8 km au Sud de l’embouchure de la rivière Iyinu Kaniput ;
- 1,9 à l’Ouest du lac Dana (Eeyou Istchee Baie-James)) ;
- 24,1 km au Sud-Ouest de l’embouchure du lac Dana (Eeyou Istchee Baie-James) ;
- 113,6 km au Nord du centre-ville de Matagami.

À partir de sa source, la « rivière Iyinu Kaniput » coule sur 10,1 km selon les segments suivants :
- 5,5 km vers le Nord en zone de marais (surtout du côté Ouest), jusqu’à un ruisseau (venant du Sud-Ouest) ;
- 4,6 km vers le Nord-Est, jusqu’à son embouchure[2].

La « rivière Iyinu Kaniput » se déverse dans une baie de la rive Ouest du lac Dana (Eeyou Istchee Baie-James). Ce lac se déverse à son tour dans le lac Dana (Eeyou Istchee Baie-James) lequel déverse dans une baie à l’Ouest du lac Evans ; ce dernier plan d’eau est traversé vers le Nord par la rivière Broadback.
L’embouchure de la rivière Iyinu Kaniput est située à :
- 18,7 km au Sud-Ouest de l’embouchure du lac Dana (Eeyou Istchee Baie-James) ;
- 42,9 km au Sud-Ouest de l’embouchure du lac Evans
- 55,7 km au Nord du lac Soscumica ;
- 117,8 km au Sud-Est de l’embouchure de la rivière Broadback ;
- 120 km au Nord du centre-ville de Matagami.

## Toponymie
Le toponyme « rivière Iyinu Kaniput » a été officialisé le 5 octobre 1982 à la Commission de toponymie du Québec